# South Bucks
South Bucks este un district nemetropolitan în Regatul Unit, în comitatul Buckinghamshire din regiunea South East, Anglia.

## Orașe din district
- Beaconsfield
- Denham

## Vedeți și
1. ↑   https://ons.maps.arcgis.com/home/item.html?id=a79de233ad254a6d9f76298e666abb2b Lipsește sau este vid: |title= (ajutor)